# Saint-Césaire
Pour les articles homonymes, voir Saint-Césaire (homonymie) et Césaire.
Pour l’article ayant un titre homophone, voir Saint Césaire.
Saint-Césaire  est une ville dans la municipalité régionale de comté de Rouville au Québec, située dans la région administrative de la Montérégie.

## Toponymie
Son nom provient vraisemblablement de saint Césaire (470-542), évêque d'Arles en 503 et primat des Gaules en 514. Anciennement, on identifiait les lieux sous l'appellation « Burtonville », attribuée par le seigneur Pierre-Dominique Debartzch (1782-1846), en mémoire de l'un de ses amis anglais dénommé Burton.

## Histoire
La nouvelle ville de Saint-Césaire a été créée le 26 janvier 2000. Elle est issue du regroupement de la ville de Saint-Césaire et de la municipalité de la paroisse de Saint-Césaire. Peuplé vers le début du XIXe siècle, la pauvreté extrême des habitants de ce temps ainsi que la nécessité d'un travail constant pour défricher le sol ont valu à l'endroit le surnom « Sainte-Misère » (calqué sur « Saint-Césaire »).
La fondation du village remonte à 1822 et la paroisse, elle, à 1833. Dissous en 1847, le village est rétabli en 1855. Alfred Bessette, qui allait devenir le célèbre frère André (1845-1937) de l'oratoire Saint-Joseph, a vécu à Saint-Césaire de 1854 à 1860. Le village obtient le statut de ville en 1962.
Au XIXe siècle, Saint-Césaire était le site d'un très important marché agricole tous les samedis, où les négociants de partout, même de Montréal, venaient s'y procurer les produits des paroisses environnantes, principalement de la farine, des grains et des animaux.

### Verglas de janvier 1998
La ville de Saint-Césaire a été particulièrement touchée par la Crise du verglas, se trouvant au coeur de la zone surnommée « le triangle noir ». Le mercredi 7 janvier 1998, les deux lignes électriques de 230 kilovolts qui alimentent le poste de Saint-Césaire cèdent sous le poids de la glace. Le poste n'est rebranché au réseau d'Hydro-Québec que le 26 janvier.

## Géographie
Située à une vingtaine de kilomètres à l'ouest de Granby et au sud de Saint-Hyacinthe, la paroisse d'origine, Saint-Césaire, se trouvait rattachée à la seigneurie de Yamaska et par la suite à la seigneurie Debartzch à partir de 1811. Le territoire se situe dans une plaine, entre la rivière Yamaska et le mont Rougemont.

### Hydrographie
La rivière Yamaska traverse le centre de la municipalité du sud au Nord.
La rivière du Sud-Ouest coule du sud-ouest vers le nord-est jusqu'à sa confluence avec la rivière Yamaska.
La rivière des Écossais coule du sud-ouest vers le nord-est jusqu'à sa confluence avec la rivière des Écossais.
La rivière à la Barbue coule de l'est vers le nord jusqu'à sa confluence avec la rivière Yamaska dans le sud-est de Saint-Damase.

### Géologie
Une analyse palynologique des dépôts de sédiments de la mer de Champlain sur le site de Saint-Cézaire indique une végétation ouverte de toundra (buissons et forêt), ainsi qu'une flore abondante de dinokyste dominée par Operculodinium centrocarpum, Brigantedinium spp. et Algidasphaeridium? minutum, indiquant des conditions froides de climat arctique sur les eaux de surface. Les variations morphologiques d'Operculodinium centrocarpum et Algidasphaeridium? minutum ont amené la description des variétés, appelées cesare d'après la location du site.

## Démographie
| 1991  | 1996  | 2001  | 2006  | 2011  | 2016  | 2021  |
| ----- | ----- | ----- | ----- | ----- | ----- | ----- |
| 2 907 | 2 990 | 4 850 | 5 151 | 5 686 | 5 877 | 5 972 |

## Administration
Les élections municipales se font en bloc et suivant un découpage de six districts.
| Saint-Césaire Maires depuis 2003                                                                                     |               |         |          |
| Élection | Maire         | Qualité | Résultat |
| 2003 | Yvon Boucher  |         | Voir     |
| 2005 | Yvon Boucher  | Voir    |          |
| 2009 | Serge Gendron |         | Voir     |
| 2013 | Guy Benjamin  |         | Voir     |
| 2017 | Guy Benjamin  | Voir    |          |
| 2021 | Guy Benjamin  | Voir    |          |
| Élection partielle en italique Depuis 2005, les élections sont simultanées dans toutes les municipalités québécoises |               |         |          |

## Activités
- Complexe sportif Desjardins (piscine, gymnases)
- Aréna Guy-Nadeau (démoli en 2019)[9]
- Club de golf  (18 trous)
- Bibliothèque municipale (École P.-Germain Ostiguy) 1881, avenue Saint-Paul Saint-Césaire
- Maison des Jeunes des 4 Lieux
- Jeux d'eau du Complexe sportif Desjardins [10]
- Le parc de la Halte routière[11]

## Culte
La Fraternité sacerdotale Saint-Pie-X a acquis, en décembre 2010, l'ancien couvent des Sœurs de la Présentation de Marie, ayant appartenu entretemps à la Coopérative académique du Québec. Renommé Centre Saint-Joseph, il constitue la nouvelle maison du district du Canada de la fraternité.

## Musique et cinéma
Pendant l'été 1976, le groupe Harmonium enregistre presque en totalité l'album L'Heptade, reconnu comme un des plus grands disques québécois, dans la maison de campagne de Serge Fiori, située au 156, rang Saint-Ours.
Le tout a été enregistré avec le camion d'enregistrement de la Fedco, compagnie basée à Providence au Rhode Island, habituellement utilisé pour enregistrer l'émission américaine Saturday Night Live qui est en pause estivale.
Le film French Immersion, réalisé par Kevin Tierney (en) est tourné entièrement dans la municipalité, dans l'ancien couvent. Pour le tournage, elle prend le nom fictif de Saint-Isidore-du-cœur-de-Jésus. L'ancien couvent a également servi de lieu de tournage pour certaines scènes des films Aurore et Les Chroniques de Spiderwick. En 2012, une usine désaffectée de l'avenue Denicourt sert au tournage de Louis Cyr : L'Homme le plus fort du monde.